# عبد الله النعمة
عبد الله النعمة (1871-1950) هو عالم دين من الموصل.

## حياته
ولد عبد الله محمد جرجيس النعمة في الموصل عام 1871 وترعرع في كنف والده محمد بن جرجيس النعمة المتوفى عام 1321هـ والذي كان يعمل في صناعة النسيج وفي أسرة معروفة بنزعتها الدينية ويعد عبد الله الولد الخامس بين الأحد عشر ولداً الذين رزق بهم محمد بن جرجيس من ثلاث زوجات. وكان ذا بسطة في الجسم تزوج مرتين ولم يرزق بغير ولد واحد هو محمد واصل وبنت. درس على الشيخ محمد افندي الرضواني العلوم الشريعة، وبعد سفره إلى الحجاز درس على سليمان بن مراد الجليلي، وحينما عاد الرضواني واصل عبد الله النعمة الدراسة عليه حتى أخذ عنه الإجازة العلمية عام 1900م.
ندد الشيخ عبد الله باتخاذ القبور اندادا من دون الله واللجوء إليها في الشدائد، ذهب الشيخ النعمة إلى الحج عام 1937 وعرج على مصر وتعرف بكبار علمائها وفعل الفعل نفسه في بيت المقدس، وأصبح خطيباً في جامع (الجويجاتي)، فتحت امامه آفاق واسعة للعمل فاختير لإدارة المدرسة الإسلامية في الجامع الكبير عند تشكيل الحكومة العراقية عام 1921 ونقل من الخطابة.
وابن أخيه هو عمر النعمة.

## شعره
نظم الشعر غير ان أغلب شعره قد ضاع. أحد الاشعار التي حفظ عليها هي ابيات قالها للملا عثمان الموصلي تهنئتا بعودته إلى الموصل:
فرد عليه الملا مهنئا بمولد ولده محمد:

## مؤلفاته
من مؤلفاته:
- نظم كتاب المقصود في علم الصرف
- فوائد علمية وادبية لمسائل دينية عدة
- نظم الرسالة العضدية
- نظم قواعد الاعراب لابن هشام